# ЗПУ-4
ЗПУ-4 е съветска четиристволна противовъздушна установка с калибър 14,5 мм. Тя влиза на въоръжение в съветската армия през 1949 година и се използва до днес. Съществуват двустволна и едностволна разновидности на оръжието, съответно означени като ЗПУ-2 и ЗПУ-1.

## Описание
Разработването на ЗПУ-2 и ЗПУ-4 започва през 1945 година. Установките са приети на въоръжение в съветската армия през 1949. Към установките са прибавени и подобрени оптични мерници. ЗПУ-4 е монтирана на четириколесно шаси, което може да бъде теглено от различни видове превозни средства - джип, камион и т.н. Дулата са с водно охлаждане, което позволява максимална скорострелност от 600 патрона в минута за всяко дуло. Системата се привежда в бойна готовност за 15-20 секунди. ЗПУ-2 и ЗПУ-1 са по-малки и по-лесно преносими. Възможна е стрелба в движение, ако се наложи. Системите ЗПУ са лесни за поддръжка, евтини и надеждни оръжия за противовъздушна отбрана, но са ефективни само в големи бройки.

## Муниции
- БС.41 – целометален куршум с волфрам-въглеродно ядро.
  - Тегло: 64,4 грама
  - Начална скорост: 976 м/сек
- БЗТ – целометален куршум със стоманено ядро.
  - Тегло: 59,56 грама
  - Начална скорост: 1005 м/сек
- ЗП – стандартен куршум
  - Тегло: 59,68 грама
  - Начална скорост: ок. 1000 м/сек

Муниции се произвеждат в България, Румъния, Русия, Египет, Северна Корея, Полша и Китай.

## Варианти
- ЗПУ-4
  - Тип 56 – китайски вариант;
- ЗПУ-2
  - Тип 58 – китайски вариант;
  - PKM-2 – полски вариант;
- ЗПУ-1
- БТР-40А – БТР-40 с монтирано ЗПУ-2, влиза на въоръжение през 1950.
- БТР-152А – БТР-152 с монтирано ЗПУ-2, влиза на въоръжение през 1952.
- ЗУ-2 – двуцевен вариант за въздушно-десантни войски (по-леки, отколкото ZPU-2), разработен от ЗПУ-1.

## Сравнителна таблица
| Модел                          | ЗПУ-1  | ЗПУ-2  | ЗУ-2    | ЗПУ-4   |
| ------------------------------ | ------ | ------ | ------- | ------- |
| Дула                           | 1      | 2      | 2       | 4       |
| Тегло (в походно положение)    | 413 кг | 994 кг | 649 кг  | 1810 кг |
| Тегло (в бойно положение)      | 413 кг | 639 кг | 621 кг  | 1810 кг |
| Дължина (в походно положение)  | 3,44 м | 3,54 м | 3,87 м  | 4,53 м  |
| Ширина (в походно положение)   | 1,62 м | 1,92 м | 1,37 м  | 1,72 м  |
| Височина (в походно положение) | 1,34 м | 1,83 м | 1,1 м   | 2,13 м  |
| Елевация                       | +88/-8 | +90/-7 | +85/-15 | +90/-10 |
| Хориз. подвижност              | 360    | 360    | 360     | 360     |
| Макс. обсег                    | 8000 м | 8000 м | 8000 м  | 8000 м  |
| Макс. височина                 | 5000 м | 5000 м | 5000 м  | 5000 м  |
| Ефективна височина             | 1400 м | 1400 м | 1400 м  | 1400 м  |
| Амуниции (брой)                | 1200   | 2400   | 2400    | 4800    |
| Екипаж                         | 4      | 5      | 5       | 5       |

## Оператори
Поради широката употреба на оръжието е възможно списъкът да е непълен.

### Азия
- Афганистан
- Бангладеш
- Виетнам
- Ирак
- Иран
- Камбоджа
- Китай
- Лаос
- Ливан
- Монголия
- Мианмар – 580
- Пакистан
- Северна Корея
- Сирия
- Шри Ланка

### Африка
- Алжир
- Ангола
- Бенин
- Буркина Фасо
- Бурунди
- Гана
- Гвинея
- Гвинея-Бисау
- Египет
- Етиопия
- Замбия
- Зимбабве
- Кабо Верде
- Камерун
- Демократична република Конго
- Република Конго
- Либия
- Мавритания
- Мадагаскар
- Малави
- Мали
- Мароко
- Мозамбик
- Намибия
- Сао Томе и Принсипи
- Сейшелски острови
- Сомалия
- Судан
- Танзания
- Того
- Уганда
- Чад
- ЮАР

### Европа
- Албания
- България
- Малта
- Румъния
- Русия
- Хърватия

### Северна Америка
- Куба
- Никарагуа